# Diaspora hongroise

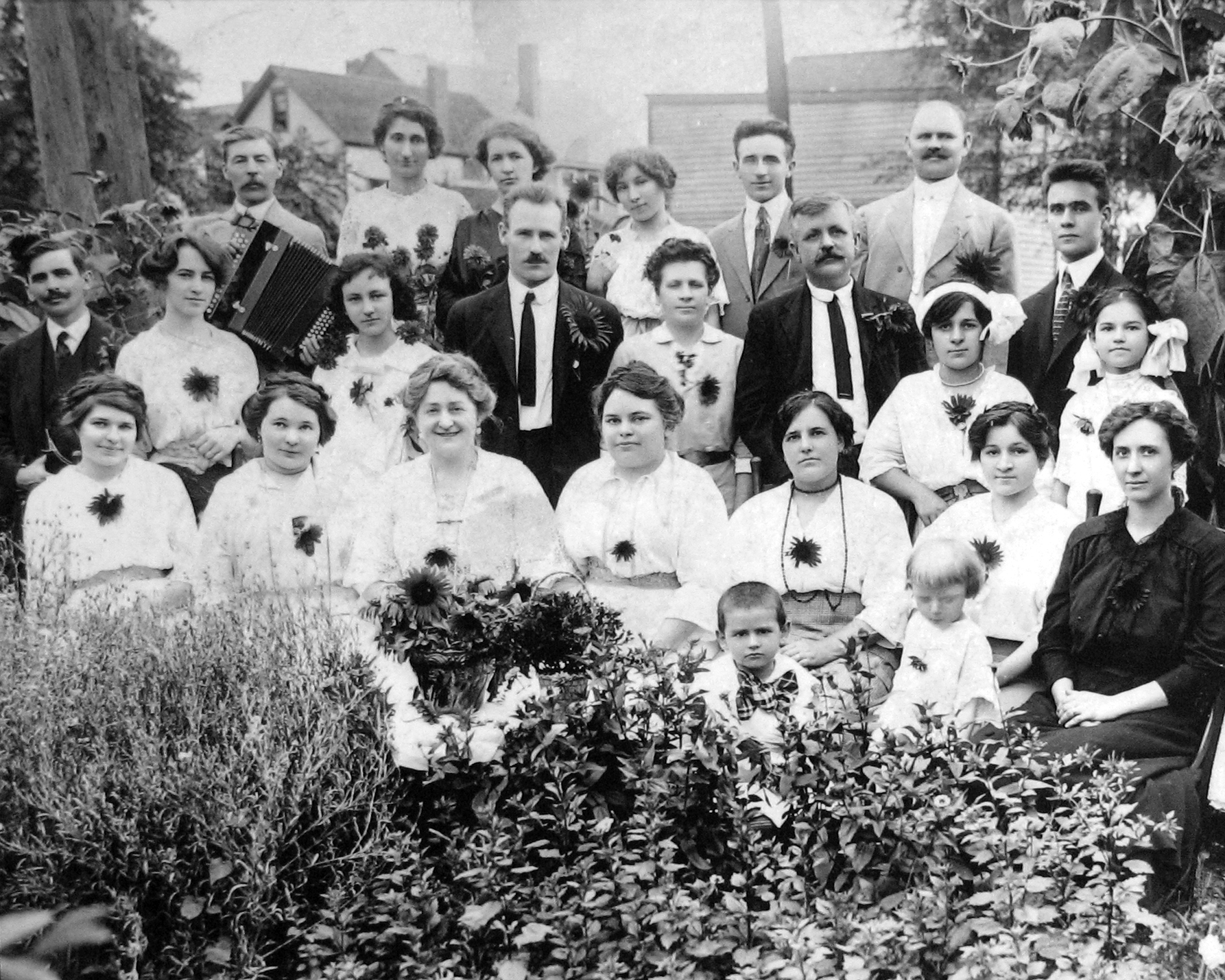
Immigrés hongrois à Cleveland, aux États-Unis en 1913.

La diaspora hongroise (hongrois : magyar diaszpóra, prononcé [ˈmɒɟɒɾ ˈdiɒspoːɾɒ]) désigne les citoyens hongrois (magyar állampolgárok) ayant émigré de Hongrie (quelle qu'en soit l'époque et quelles qu'en aient alors été ses frontières) vers des pays du monde entier. Elle ne désigne pas les Magyars d'outre-frontières que sont les différentes communautés ethniques et minorités nationales magyarophones autochtones vivant dans les régions autrefois sous domination hongroise. 
La diaspora est donc surtout structurée par les différentes vagues d'émigrations de la Hongrie au cours du XXe siècle. On peut ainsi distinguer des premiers départs au début du siècle pour des raisons essentiellement économiques, en grande partie vers l'Europe occidentale et les Amériques, une émigration juive pendant et après la Seconde Guerre mondiale, une émigration politique lors de l'Insurrection de Budapest en 1956 puis de manière plus sporadique quelques départs après la chute du communisme, mais davantage sous la forme d'expatriation que d'émigration définitive.

## Répartition géographique et démographie
| Pays               | Estimation de la population d'ascendance hongroise                                            | Article                 |
| ------------------ | --------------------------------------------------------------------------------------------- | ----------------------- |
| États-Unis         | 1 563 081 (2006)                                                                              | Hongro-Américains       |
| Canada             | 315 510 (2006)                                                                                | Hongro-Canadiens        |
| Israël             | entre 200 000 et 250 000 (2000)                                                               | Juifs de Hongrie        |
| Allemagne          | 120 000 (2004)                                                                                | Hongrois en Allemagne   |
| France             | entre 100 000 et 200 000 (2000)                                                               | Hongrois en France      |
| Royaume-Uni        | 80 135 (2001)                                                                                 | Hongrois au Royaume-Uni |
| Brésil             | 80 000 (2002)                                                                                 | Hongro-Brésiliens       |
| Russie             | 76 500 (2002)                                                                                 | Hongrois en Russie      |
| Australie          | 55 000 (2002)                                                                                 | Hongro-Australiens      |
| Argentine          | entre 40 000 et 50 000 (2000)                                                                 | Hongrois en Argentine   |
| Chili              | 40 000 (2008)                                                                                 | Hongrois au Chili       |
| Suisse             | entre 20 000 et 25 000 (2000) (3 559 non binationaux en 2000, 17 525 non binationaux en 2015) |                         |
| République tchèque | 14 672 (2001)                                                                                 |                         |
| Turquie            | 6 800 (2001)                                                                                  |                         |
| Irlande            | 3 328 (2006)                                                                                  |                         |
| Total              | entre 5 305 272 et 5 470 272 individus                                                        | Migrations              |